# 新潟県民歌
「新潟県民歌」（にいがたけんみんか）は日本の都道府県の一つ、新潟県が1948年（昭和23年）に制定した県民歌である。作詞・高下玉衛（名義上）、作曲・明本京静、編曲・平川英夫。
日本コロムビアから藤山一郎と前島節子の歌唱により発売されたSPレコードでは「新民謡 新潟県民歌」との表題も見られる。同じレコードのB面には、作詞・関根ふみと、作曲・江口夜詩、編曲・平川英夫の「越佐小唄」（えつさこうた）が小唄勝太郎の歌唱で収録されている。

## 解説
1947年（昭和22年）に民選の初代知事となった岡田正平が県民歌の制定を提唱し、全国を対象に歌詞の公募を実施した。作曲は県の依頼により明本京静が行い、1948年3月28日に新潟第一師範学校講堂で発表会が開催された。
制定の意義は「文化の香り高き郷土建設の為、県民が愛踊し得る曲」とされており、いわゆる「復興県民歌」の一つに数えられる。日本海に面した風土と弥彦山・妙高山・佐渡島など県内の名所が歌われているのみならず1番では民主主義、2番では自由主義、4番では日本国憲法が掲げる理想の実現を目指す意思が歌われている点に大きな特徴がある。
本曲の作成には県が強く関与しているが長らく正式な県民歌としては取り扱われなかったらしく、1960年代の資料では県歌を「未制定」として本曲を事実上の県民歌とする旨の注釈付きで紹介するものが見られる。
制定から半世紀近くを経た2005年（平成17年）の県調査では「歌ったことがある」が18%に過ぎず「あることさえ知らない」と言う回答が46%にものぼったが、2009年（平成21年）開催のトキめき新潟国体開会式で演奏されたのを始め、県の行事では折に触れて演奏される場合がある。
2024年（令和6年）からプロ野球のイースタン・リーグに二軍限定で参加しているオイシックス新潟アルビレックス・ベースボール・クラブでは、BCリーグ所属時からホームゲームの試合開始前に選手が県民歌の斉唱を行っている。

### カバー
1981年（昭和56年）に県のPR活動の一環として組曲『新潟の讃歌（うた）』が作成されたことに合わせ、新潟音響が「新潟県民歌」のカバー盤（規格品番：NR-1017）を製造した。このカバー盤ではA面に新潟フィルハーモニー合唱団による斉唱をステレオで新録し、B面に新潟県警察音楽隊が演奏する行進曲アレンジが収録されている。

## 作詞者

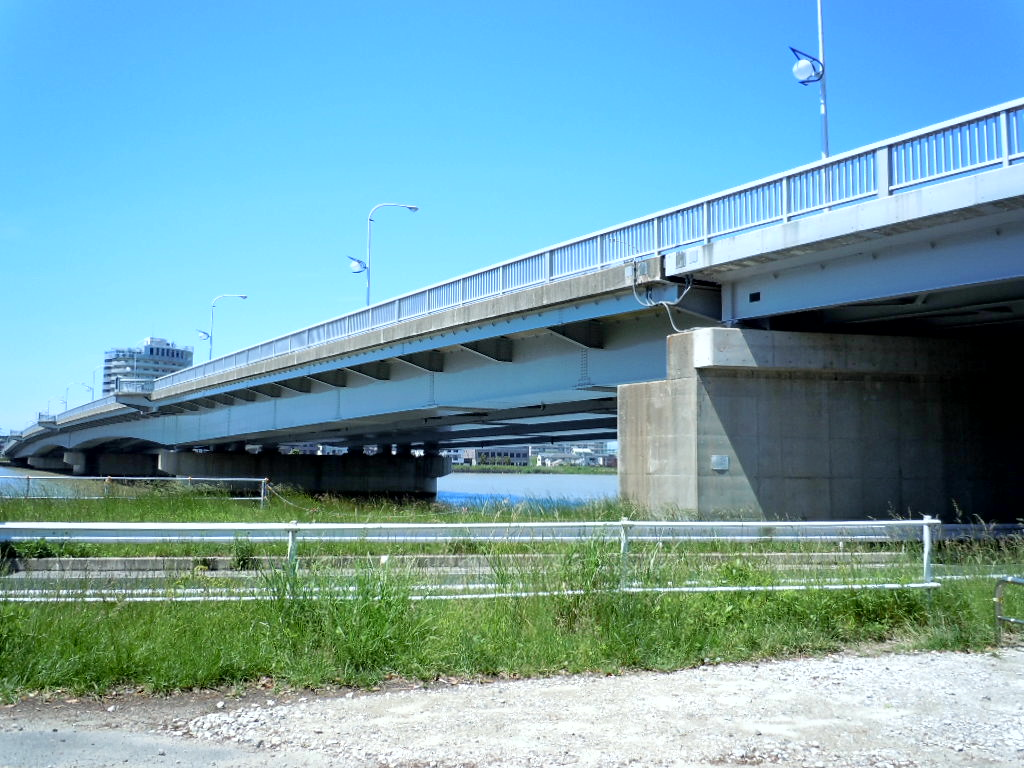
「新潟県民歌」のレリーフが欄干に設置されている千歳大橋（新潟市中央区）

新潟県が主催した一般公募の入選者は福岡県糟屋郡新宮町から応募した高下 玉衛（たかした たまえ、1913年 - 2011年）とされているが、高下は生前に「ビルマから当時引き上げて来たばかりで、とても作詞どころではなかった」と述べており、新潟県庁職員の聞き取りに対しては実作者が別に存在することを示唆していた。
高下の没後、2020年（令和2年）に当事者の遺族らが新潟日報の取材に応じ、新宮町に隣接する糟屋郡古賀町（現在の古賀市）出身で高下とは相婿（妻同士が実姉妹）の関係に当たる渋田 喜久雄（しぶた きくお、1902年 - 1978年）が応募に際して高下の名義を借りた実作者の可能性が高いことが報じられている。また、県民歌と同時に募集された越佐小唄でも同住所かつ「高下玉衛」名義の人物が佳作となっていた。
新潟県民歌の前年に制定された愛媛県の新居浜市歌は作詞者の名義が花田 豊（はなだ ゆたか）とされているが、新潟県民歌と歌詞が酷似していることと新居浜市立別子銅山記念図書館に所蔵された楽譜に記載された住所が同じ古賀町であることから、渋田のペンネームである可能性が高いとみられている。
実作者と目される渋田と新潟県の地縁については不明とされていたが、1939年（昭和14年）に新潟日報の前身に当たる新潟新聞が懸賞公募した「大陸開拓の歌」が「梅田健」名義で入選した際に、同紙のインタビューで幼少の一時期を西蒲原郡赤塚村（現在の新潟市西区赤塚）で過ごしたことを明かしている。また、この「大陸開拓の歌」の作曲者は9年後に「越佐小唄」を作曲した江口夜詩で、同じ懸賞公募のもう一篇の入選作「あなたの幸を祈ります」（作詞：本橋敏）を作曲したのが後に「新潟県民歌」を手掛ける明本京静であった。
渋田は「新潟県民歌」制定から15年後の1963年（昭和38年）に東京都町田市が行った「町田市歌」の一般公募で花田鶴彦（はなだ つるひこ）名義により入選しているが、同曲も「新潟県民歌」と同じく明本が作曲したものである。

## 歌碑
1985年（昭和60年）に開通した新潟市中央区の千歳大橋に設けられている踊場には、県民歌と新潟市民歌「砂浜で」のレリーフが設置されている。

### 歴史的音源
- NDLJP:2913381 - 新民謡：新潟縣民歌
- NDLJP:2913380 - 新民謡：越佐小唄